# Resolution 1969 des UN-Sicherheitsrates

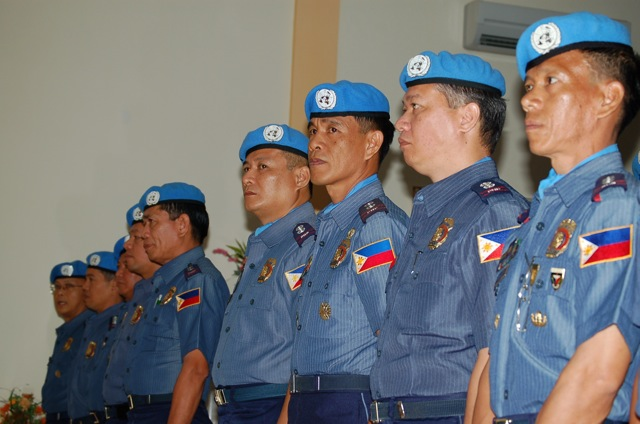
UNMIT-Angehörige aus den Philippinen in Osttimor

Resolution 1969 des UN-Sicherheitsrats wurde am 24. Februar 2011 unter Hinweis auf die Resolutionen 1599, 1677, 1690, 1703, 1704, 1745, 1802, 1867 und 1912 einstimmig angenommen. Sie legt die Verlängerung des Mandats der United Nations Integrated Mission in Timor-Leste (UNMIT) für ein Jahr fest.
Der Sicherheitsrat erweiterte das Mandat der UNMIT auf 1520 Uniformierte, 1480 Polizeikräfte und 1200 Zivile Mitarbeiter bis 26. Februar 2012. Er ruft alle Parteien in Osttimor auf, sich in den politischen Dialog einzubringen und die soziale, demokratische und wirtschaftliche Entwicklung zu befördern. UNMIT wurde angefordert, um die Vorbereitungen für die Parlaments- und Präsidentschaftswahlen im Jahr 2012 zu begleiten. Bis dahin soll die Regierung die Reform der Sicherheitskräfte einschließlich der Nationalpolizei Osttimors vorantreiben.
Die Resolution befürwortet eine Anpassung von UNMIT an die veränderte Situation in Osttimor und die Vorbereitung des Truppenabzugs. Bis die Nationalpolizei Osttimors die volle Verantwortung im Land übernehmen kann, soll die UNMIT-Mission die Durchsetzung von Recht und Gesetz sicherstellen. UN-Generalsekretär Ban Ki-moon wurde in der Resolution vom Sicherheitsrat angewiesen, die Situation in Osttimor zu überwachen und dem Sicherheitsrat über die Fortschritte zu berichten.